# Zapadni kainji jezici
Zapadni kainji jezici, zaapdna grana kainjskih jezika raširenih po Nigeriji. Imaju 27 predstavnika unutar sedam podskupina, to su:
a. Basa (4): basa, basa-gumna, basa-gurmana, bassa-kontagora;
b. Baushi-Gurmana (2): bauchi, gurmana;
c. Duka (4): c’lela, gwamhi-wuri, hun-saare, kag-fer-jiir-koor-ror-us-zuksun;
d. Kainji Lake (2); laru, lopa;
e. Kambari (6): baangi, cishingini, kakihum, tsikimba, tsishingini, tsuvadi;
f. Kamuku (8): acipa (2 jezika: istočni i zapadni) ili cicipu, cinda-regi-tiyal, fungwa, hungworo, pongu, rogo, shama-sambuga;
g. Reshe (1); reshe

## Vanjske poveznice
- Ethnologue (14th)
- Ethnologue (15th)